# Jardin de Lacombe
Pour les articles homonymes, voir Lacombe.
 (mars 2015).
Le jardin de Lacombe est un jardin privé français d'1 hectare situé à l'arrière d'une demeure de la ville de Lagraulière (Corrèze).
Une flore nombreuse peut y être observée tel qu'un platane, de vieux buis et deux ifs pluricentenaires. Propriété de Paule-Marie Duquesnoy, le jardin est accessible au public, sur rendez-vous, de juin à septembre. 

## Histoire
Le jardin de Lacombe est soutenu par de hauts murs. Une gloriette ainsi que des structures[précision nécessaire] datant des XVIIIe et XIXe siècles sont également visibles.
En 2006, le jardin accueillit une exposition du sculpteur Marc Duquesnoy, fils de la propriétaire. En 2007, il fut l’objet d'une « intervention paysagère » de l'artiste Jean-Pierre Brazs.

## Végétaux, collection d'essences de plantes
- Arbres remarquables, Arbres fruitiers, Arbustes, Plantes vivaces, Fleurs annuelles, ifs, platane, févier, grand buis, magnolia à feuilles caduques et magnolias à feuilles persistantes, baguenaudier, citronnier rustique (citrus poncirus)
- Arbres fruitiers: plaqueminier, prunus myrobolan, neflier, pêchers, quelques poiriers anciens
- Arbustes: cornouilliers de collection : cornus kousa, cornus florida, etc., collection d'hydrangeas, rosiers anciens, rhododendrons (dont rhododendron linearifolium, (camélias, viornes, choisya, jasmin d'hiver et jasmin d'été, noisetier tortueux, staphyllea pinata ou faux pistachier...)
- Plantes vivaces : asters, différentes menthes, géraniums vivaces, hellebores

## Modalités d'accès
Le jardin peut-être visité du 1er juin au 30 septembre sur rendez-vous. 